# ۱ رجب
۱ رجب، اولین روز ماه رجب در تقویم هجری قمری است.
در تقویم هجری قمری قراردادی این روز صد و هفتاد و هشتمین روز سال است.

## زادروزها
- ۵۷-محمد بن علی باقر، پنجمین امام شیعیان[۱]
- ۸۴۹- جلال‌الدین سیوطی

## درگذشت‌ها
- ۱۴۱۲ - احمد البشر رومی، (۱۹۱۵–۱۹۹۲) تاریخ‌نگار، پژوهشگر، نویسنده و شاعر کویتی.